# I liga urugwajska w piłce nożnej (1978)
- Mistrz Urugwaju 1978: CA Peñarol
- Wicemistrz Urugwaju 1978: Club Nacional de Football
- Copa Libertadores 1979: CA Peñarol, Club Nacional de Football
- Spadek do drugiej ligi: nikt nie spadł
- Awans z drugiej ligi: River Plate Montevideo

Mistrzostwa Urugwaju w roku 1978 były mistrzostwami rozgrywanymi według systemu, w którym wszystkie kluby rozgrywały ze sobą mecze każdy z każdym u siebie i na wyjeździe, a o tytule mistrza i dalszej kolejności decydowała końcowa tabela. Miejsce w końcowej tabeli mistrzostw nie decydowało o prawie gry w międzynarodowych pucharach – o tym zadecydował oddzielny turniej zwany Liguilla Pre-Libertadores, rozegrany na koniec sezonu. Najlepszy klub w tym turnieju uzyskał prawo gry w Copa Libertadores 1979, a drugi miał stoczyć pojedynek barażowy z mistrzem Urugwaju. Z ligi nikt nie spadł, a ponieważ awansował jeden klub, liga zwiększona została z 12 do 13 klubów.

## Primera División

### Końcowa tabela sezonu 1978
| Poz | Klub                      | Mecze | Zw | Rem | Por | Pkt | BrZd | BrStr |
| --- | ------------------------- | ----- | -- | --- | --- | --- | ---- | ----- |
| 1   | CA Peñarol                | 22    | 17 | 5   | 0   | 39  | 70   | 22    |
| 2   | Club Nacional de Football | 22    | 16 | 4   | 2   | 36  | 50   | 20    |
| 3   | Fénix Montevideo          | 22    | 9  | 6   | 7   | 24  | 34   | 31    |
| 4   | Defensor Sporting         | 22    | 7  | 7   | 8   | 21  | 28   | 34    |
| 5   | Montevideo Wanderers      | 22    | 8  | 4   | 10  | 20  | 29   | 25    |
| 6   | Danubio FC                | 22    | 6  | 8   | 8   | 20  | 29   | 38    |
| 7   | Sud América Montevideo    | 22    | 6  | 7   | 9   | 19  | 24   | 29    |
| 8   | CA Cerro                  | 22    | 6  | 7   | 9   | 19  | 24   | 35    |
| 9   | Rentistas Montevideo      | 22    | 6  | 6   | 10  | 18  | 27   | 33    |
| 10  | Huracán Buceo Montevideo  | 22    | 5  | 8   | 9   | 18  | 24   | 40    |
| 11  | CA Bella Vista            | 22    | 3  | 11  | 8   | 17  | 23   | 34    |
| 12  | Liverpool Montevideo      | 22    | 3  | 7   | 12  | 13  | 20   | 41    |

### Klasyfikacja strzelców bramek
| Gole | Piłkarz         | Klub       |
| ---- | --------------- | ---------- |
| 36   | Fernando Morena | CA Peñarol |